# Pet Shop Boys
Pet Shop Boys je britanska synthpop grupa, koju sačinjavaju Neil Tennant i Chris Lowe. Grupa je osnovana 1984. godine, a najveći uspjeh su postigli u drugoj polovici 1980-ih godina. Pet Shop Boys su imali dva broja jedan u SAD-u i Velikoj Britaniji, pjesme "West End Girls" i "Heart", a veliki hitovi su bili i "Always on My Mind" te "It's a Sin".

## Počeci karijere
Grupa Pet Shop Boys postala je popularna u drugoj polovici 1980-ih godina i svrstava se u žanr tada već ugaslog synthpopa. Synthpop je svoje zvjezdane trenutke doživio s uspjehom grupa kao što su New Order, Depeche Mode, Yazoo, Human League i Soft Cell. Synthpop je čvrsto vezan uz uspjeh novog vala i djelomično uz neoromaticse (poput Duran Durana). Od svih navedenih grupa jedino Depeche Mode i danas puni stadione i njihov komercijalni uspjeh ne jenjava, ali oni su prešli na puno mračniji zvuk i teme, udaljivši se tako od veselosti, zaigranosti i neozbiljnosti synthpopa. Tada primat preuzima rock glazba, osobito grunge, i u tom trenutku posve novi žanr rap. Neil i Chris nikada nisu voljeli rock glazbu, što su i otvoreno izražavali u svojim pjesmama ("Can You Forgive Her"), tako da se i u tom, pomalo nepovoljnom trenutku, ipak odlučuju za elektronski zvuk. Njihov prvi susret dogodio se 1981. u prodavaonici elektroničke opreme u londonskom Chelseaju. Nakon kratkog razgovora shvatili su da imaju isti glazbeni ukus i počeli su raditi na prvim materijalima u Neilovom stanu, a kasnije u jednom malom studiju u Camden Townu. Baš tijekom tog vremena su nastali neki od većih hitova poput pjesmi Rent i Jealousy.

## Rane godine
Pet Shop Boysi već 1984. izdaju svoju prvu singlicu "West End Girls", koja ne postiže veliki uspjeh, ali im donosi nastup na belgijskoj nacionalnoj televiziji. Njihov tadašnji producent, Bobby Orlando, predlaže im da potpišu ugovor s londonskom izdavačkom kućom Parlophone, što se i dogodilo u ožujku 1985. Prvi singl koji su Pet Shop Boysi izdali za Parlophone je bila pjesma "Opportunities (Let's Make Lots of Money), koja je ipak polučila nekakav uspjeh dospjevši na 116. mjesto britanske ljestvice. Sljedeći singl je označio njihov veliki proboj na scenu. Bila je to ponovo pjesma "West End Girls", ovaj put u produkciji Stephena Haguea. To je bio prvi njihov broj jedan u SAD-u i Velikoj Britaniji. Spot za "West End Girls" je bio jedan od prvih emitiranih na MTV-ju, koji je tada bio u začecima. Do danas je ta pjesma ostala njihov najcjenjeniji rad među Amerikancima. U ožujku 1986. izdan je prvi album "Please", s kojeg je skinut singl "Suburbia". Album je vrlo dobro prihvaćen s obje strane Atlantika, prodan je u platinastoj nakladi, čime počinje razdoblje najvećeg međunarodnog uspjeha Pet Shop Boysa.

## 1987. – 1988.
Ovo razdoblje od nepune dvije godine Tennant je u jednom intervjuu u šali nazvao "carskim razdobljem" (imperial phase), što ima svoju podlogu u njihovom velikom međunarodnom uspjehu. Činilo se da ne mogu pogriješiti i da čega god se prihvate pretvaraju u zlato. Odmah na početku 1987. dobili su britansku glazbenu nagradu (BRIT award) za singl "West End Girls", no to je bio samo početak. U tom trenutku već su imali snimljenu pjesmu za svoj novi studijski album, duet s Dusty Springfield, jednom od najvećih soul pjevačica 1960-ih, čija je slava do tada već izblijedila. Boysi su namjeravali pjesmu uvrstiti već na svoj prvi album, ali obaveze su spriječile Dusty da im se pridruži u studiju, tako da je pjesma "What Have I Done to Deserve This?" snimljena po izlasku albuma Please. Upravo je s tom pjesmom Springfield oživjela svoju karijeru, a Pet Shop Boyse je pozvala da budu producenti na njenom novom albumu Reputation, izdanom 1990. Pjesma je došla do drugog mjesta na britanskoj i američkoj top-ljestvici.
Njihov drugi singl "It's a Sin" izlazi u lipnju te dospijeva na prvo mjesto britanske singl ljestvice. Spot za pjesmu je prva suradnja Pet Shop Boysa s redateljem Derekom Jarmanom, s kojim su snimili još i spot za pjesmu "Rent". "It's a Sin" je donekle autobiografska pjesma koja govori o Tennantovom školovanju i strogom odgoju u katoličkoj školi. Pjesma je izazvala skandal; prvo se javila Tennantova škola, optužujući ih za klevetu, a nakon toga ih je glazbenik Jonathan King optužio za plagiranje Cata Stevensa. Pet Shop Boysi su tužili Kinga za klevetu i dobili spor, a cijeli dobiveni iznos darovali su u dobrotvorne svrhe.
U kolovozu 1987. britanska televizija ITV spremala je emisiju "Love Me Tender" posvećenu Elvisu Presleyju povodom desete obljetnice njegove smrti. ITV je ponudio Pet Shop Boysima da obrade njima najdražu Elvisovu pjesmu. Uz Pet Shop Boyse bili su pozvani i Boy George, Meat Loaf i drugi. Boysi su izabrali pjesme "Always on My Mind" i "Baby Let's Play House", da bi na kraju obradili samo prvu. Pjesma je bila izvrsno primljena i Pet Shop Boysi su se odlučili izdati je kao singl. Krajem godine vodila se velika borba između te pjesme i pjesme "Fairytale of New York" irskog folk benda The Pogues za prestižnu titulu britanskog božićnog broja 1. "Always on My Mind" je ipak završila na božićnom broju 1, a borba između te dvije pjesme postala je jedna od najpoznatijih u povijesti britanske božićne ljestvice. Prije toga, u rujnu 1987. godine Pet Shop Boysi su izdali svoj drugi studijski album, Actually, koji je prodan u platinastoj nakladi i koji je već do svog izlaska imao dva uspješna singla, spomenute "What Have I Done to Deserve This?" i "It's a Sin".

## Vanjske poveznice
- Službena stranica
- Diskografija